# Shekhupura
Shekhupura ou Sheikhupura, anciennement appelé Kot Dayal Das, Singhpuria ou Virkgarh (en ourdou : شَيخُوپُورہ) est une ville pakistanaise, située dans la province du Pendjab, et capitale du district de Shekhupura. Peuplée de près de 600 000 habitants en 2023, elle est l'une des plus grandes villes de la province et du pays.
Située à moins de soixante kilomètres de Lahore, deuxième ville du pays et capitale provinciale, Shekhupura profite de cette proximité dans ses échanges commerciaux et est ainsi l'une des villes ayant la plus forte croissance démographique.

## Histoire

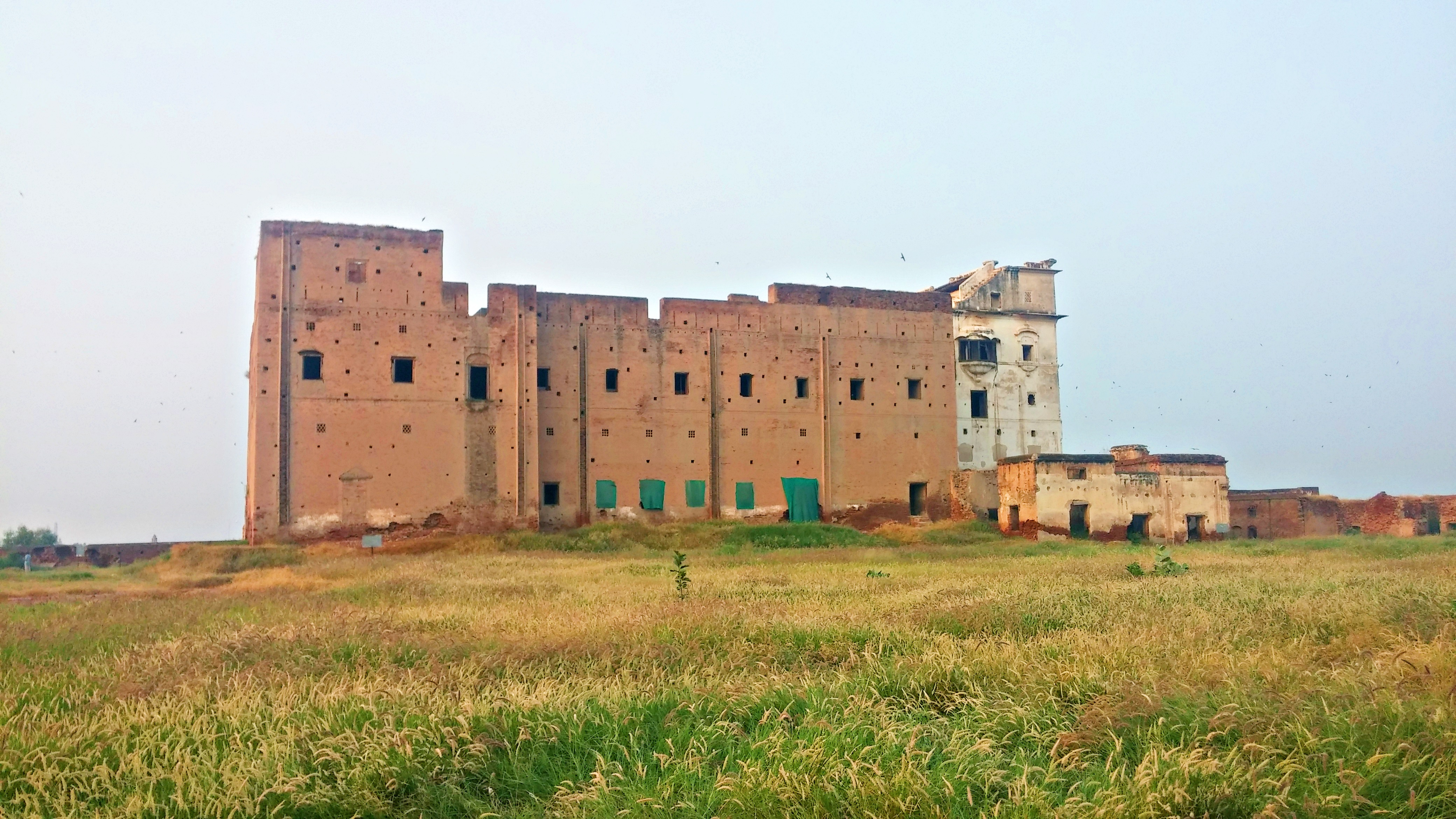
Le fort de Sheikhupura.

La ville est connue pour ses monuments historiques, comme le Hiran Minar, construit par l'empereur moghol Jahângîr en 1606, ainsi que le fort de Shekhupura. De même, la ville contient de nombreux mausolées musulmans.
Au cours des XVIIIe siècle et XIXe siècle, la ville a été sous domination Sikh à l'époque de l'Empire sikh, puis est tombée sous domination britannique en mars 1849. En 1920, la ville est devenu la capitale de son propre district, alors qu'il était avant administré par Gujranwala.
Au moment de l'indépendance, Shekhupura a été un fief du mouvement pakistanais pour l'indépendance et de la Ligue musulmane, implanté dans la ville dès 1930. Lors de la partition des Indes en 1947, les minorités hindoue et sikh ont émigré en Inde, alors qu'à l'inverse des musulmans ont traversé la frontière pour s'installer dans la ville.

## Démographie
La population de la ville a été multipliée par plus de trois entre 1972 et 1998, passant de 80 560 habitants à 271 875 en 1998, et par plus de dix depuis 1951 où la population s'élevait à 22 300. En 2017, le recensement évalue la population à 473 129 habitants, soit une croissance annuelle de 2,8 % depuis 1998, un peu supérieure à la moyenne nationale de 2,4 %,. En 2023, la population de la ville monte à 591 424 habitants.
Shekhupura est la neuvième plus grande ville du pays, et la seizième au niveau national. 
|            | 1951 (rec.) | 1972 (rec.) | 1981 (rec.) | 1998 (rec.) | 2017 (rec.) | 2023 (rec.) |
| ---------- | ----------- | ----------- | ----------- | ----------- | ----------- | ----------- |
| Population | 22 300      | 80 560      | 141 168     | 271 875     | 473 129     | 591 424     |

## Économie

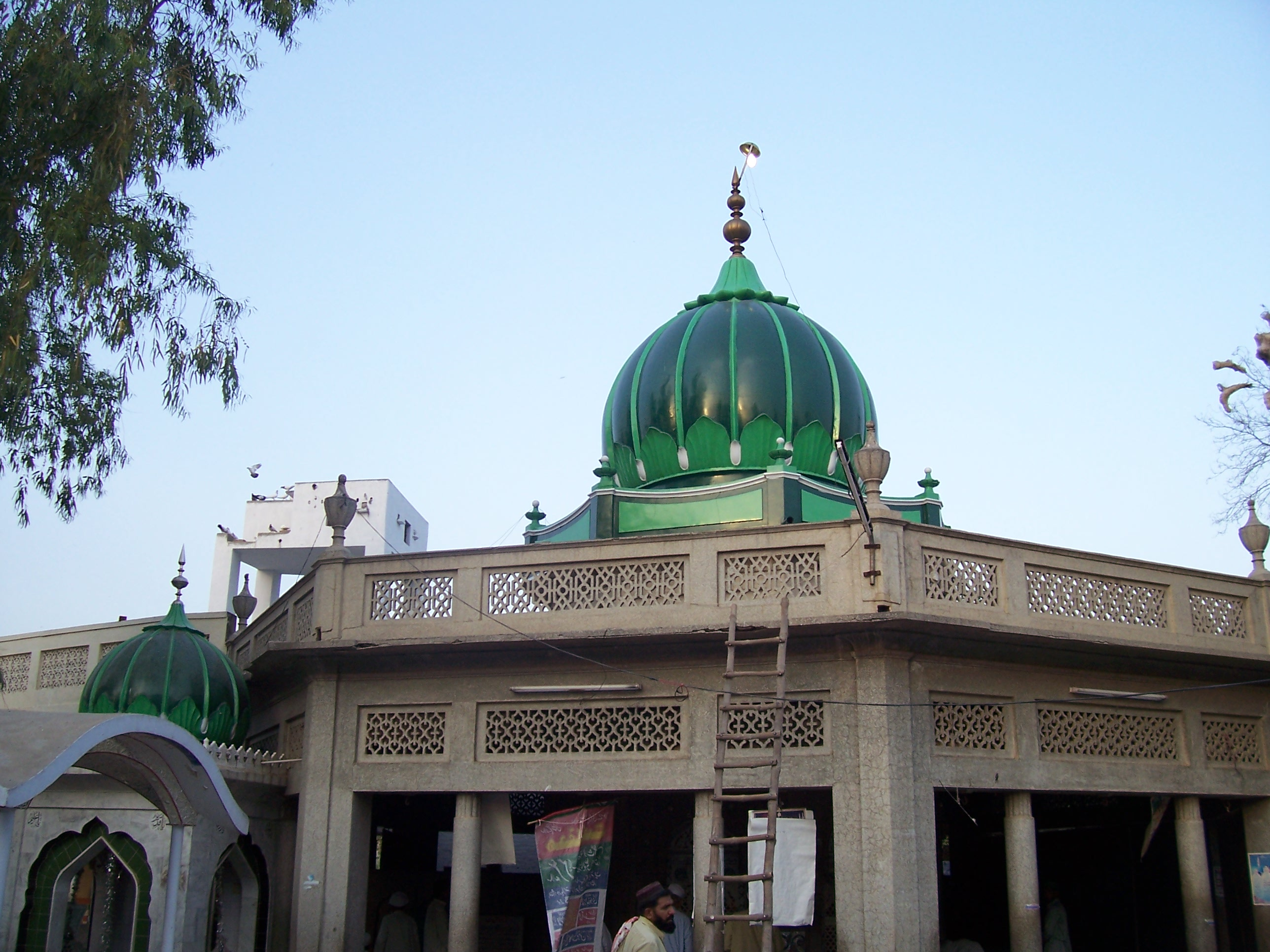
Mausolée Saharqpur de Mian Sher Muhammad, à Sheikhupura.

L'économie dynamique de la ville a fortement contribué à son développement démographique, la ville vivant principalement de l'agriculture et de l'industrie. La ville profite également de sa proximité avec Lahore, deuxième ville du pays et capitale de la province. L'industrie de la ville fabrique des produits chimiques, notamment des engrais ou des médicaments, de la céramique, du coton, du papier, etc., et possède également des usines de tracteurs, d'assemblage de moto et de vêtements. La ville et ses alentours cultivent aussi du sucre, du blé, du riz et de la goyave et contiennent plus d'une centaine de moulins.
La ville et son district sont aussi connus par leur site historique et religieux, attirant touristes et pèlerins. 

## Politique
Longtemps, la ville a été un fief de la Ligue musulmane du Pakistan (N), les circonscriptions représentant la ville et son district ayant largement voté en faveur de ce parti lors des élections législatives de 2013, la ville étant par ailleurs située à moins de 60 kilomètres de Lahore, plus important fief de la ligue.
Depuis le redécoupage électoral de 2018, la ville est représentée par la circonscription no 140 à l'Assemblée provinciale du Pendjab. Lors des élections législatives de 2018, elle est remportée par un candidat du Mouvement du Pakistan pour la justice.
| Parti                                      | Voix    | %       |
| ------------------------------------------ | ------- | ------- |
| Mouvement du Pakistan pour la justice      | 32 965  | 30,68 % |
| Tehreek-e-Labbaik Pakistan                 | 11 277  | 10,49 % |
| Muttahida Majlis-e-Amal                    | 4 490   | 4,18 %  |
| Parti du peuple pakistanais                | 4 446   | 4,14 %  |
| Autres partis                              | 560     | 0,05 %  |
| Indépendants                               | 53 717  | 49,99 % |
| Total exprimés (participation : 54,35 %)   | 107 455 | 100 %   |
| Source : Commission électorale du Pakistan |         |         |